# Odo van Thoire-Villars
Odo van Thoire-Villars (1354-1414) was van 1400 tot 1401 graaf van Genève. Hij behoorde tot het huis Thoire-Villars.

## Levensloop
Odo was de zoon van Jan van Thoire-Villars, een broer van heer Humbert VII van Thoire-Villars, en diens echtgenote Agnes van Montaigu. Na de dood van zijn vader werd hij heer van Montellier, Montribloud, Saint-Sorlin en Thor.
Als kapitein-generaal van tegenpaus Clemens VII was Odo een van diens belangrijkste bondgenoten. Clemens, wiens echte naam Robert van Genève was, was een schoonbroer van zijn oom Humbert VII. Odo werd door de tegenpaus belast met de strijd tegen burggraaf Raymond van Turenne. In 1388 huwde hij met Alix van Baux (1367-1426), dochter van Raymond II van Baux, graaf van Avellino, en evenzeer een kleindochter van burggraaf Willem III Rogier van Turenne en achternicht van paus Gregorius XI, de voorganger van tegenpaus Clemens VII. Het jaar daarop probeerden Odo en Alix haar grootvader Willem III Rogier tevergeefs te overtuigen om de vesting van Baux terug te geven. In 1390 werd hij door tegenpaus Clemens VII aangesteld tot rector van het Comtat Venaissin. Hij gaf deze functie na korte tijd terug op, aangezien hij zo erg verstrikt geraakt was in een conflict met Raymond van Turenne, een oom van zijn echtgenote, dat hem aangeraden werd om van heer te veranderen.
Odo trad vervolgens in dienst van graaf Amadeus VIII van Savoye, door wie hij in 1396 belast werd met de functie van gouverneur van Nice. In 1399 moest hij deze functie opgeven nadat hij in conflict gekomen was met het huis Grimaldi. Een jaar later, in 1400, erfde hij na de dood van zijn neef Humbert van Thoire-Villars het graafschap Genève. Dit graafschap verkocht hij in 1401 echter voor 45.000 goudflorijnen aan graaf Amadeus VIII van Savoye. Odo gebruikte dit geld om de strijd tegen Raymond van Turenne verder te zetten. Zijn echtgenote was het daar niet mee eens en bedong in 1408 bij tegenpaus Benedictus XIII dat hun huwelijk geannuleerd werd. Odo van Thoire-Villars overleed in 1414. 